# Крофорд (округ, Индиана)
Кро́форд (англ. Crawford County) — округ в США, штате Индиана. По состоянию на 2010 год, численность населения составляла 10 713 человек. Был основан в 1818 году, получил своё название в честь американского политического деятеля и министра финансов Уильяма Кроуфорда.

## География
Согласно данным Бюро переписи населения США, общая площадь округа равняется 1 155 км², из которых 1 149 км² суша и 6 км² или 0,49 % занимает водная поверхность.

## Климат
Климат в этой области характеризуется крайне изменчивыми колебаниями погоды с жарким влажным летом и холодной, в основном влажной зимой. Согласно системе классификации климата Кёппена, ранее в Крофорде был влажный континентальный климат, но с момента обновления 2016 года из-за изменения климата там теперь влажный субтропический климат. Поскольку Южная Индиана находится в переходной зоне между этими двумя областями, локализованный климат не соответствует полностью ни одной из классификаций.

## Население
По данным переписи населения 2000 года в округе проживает 10 743 жителя в составе 4 181 домашних хозяйств и 3 056 семей. Плотность населения составляет 14,00 человек на км2. На территории округа насчитывается 5 138 жилых строений, при плотности застройки около 6-ти строений на км2. Расовый состав населения: белые — 98,27 %, афроамериканцы — 0,16 %, коренные американцы (индейцы) — 0,38 %, азиаты — 0,13 %, гавайцы — 0,15 %, представители других рас — 0,30 %, представители двух или более рас — 0,61 %. Испаноязычные составляли 0,93 % населения независимо от расы.
В составе 32,50 % из общего числа домашних хозяйств проживают дети в возрасте до 18 лет, 59,10 % домашних хозяйств представляют собой супружеские пары проживающие вместе, 9,50 % домашних хозяйств представляют собой одиноких женщин без супруга, 26,90 % домашних хозяйств не имеют отношения к семьям, 22,50 % домашних хозяйств состоят из одного человека, 9,40 % домашних хозяйств состоят из престарелых (65 лет и старше), проживающих в одиночестве. Средний размер домашнего хозяйства составляет 2,55 человека, и средний размер семьи 2,96 человека.
Возрастной состав округа: 25,60 % моложе 18 лет, 8,40 % от 18 до 24, 28,40 % от 25 до 44, 25,00 % от 45 до 64 и 25,00 % от 65 и старше. Средний возраст жителя округа 37 лет. На каждые 100 женщин приходится 101,40 мужчин. На каждые 100 женщин старше 18 лет приходится 97,90 мужчин.
Средний доход на домохозяйство в округе составлял 32 646 USD, на семью — 37 869 USD. Среднестатистический заработок мужчины был 30 649 USD против 21 128 USD для женщины. Доход на душу населения составлял 15 926 USD. Около 11,10 % семей и 16,80 % общего населения находились ниже черты бедности, в том числе — 25,40 % молодежи (тех, кому ещё не исполнилось 18 лет) и 15,50 % тех, кому было уже больше 65 лет.